# 66 Piscium
66 Piscium är en vit stjärna i huvudserien som ligger i Fiskarnas stjärnbild.
66 Piscium har visuell magnitud +5,79 och är svagt synlig för blotta ögat vid god seeing. Stjärnan befinner sig på ett avstånd av ungefär 355 ljusår.